# Braux (Côte-d'Or)
Pour les articles homonymes, voir Braux.
Braux est une commune française située dans le département de la Côte-d'Or, en région Bourgogne-Franche-Comté.
Braux fait partie de la Communauté de communes des Terres d'Auxois.

## Géographie

### Hydrographie
Le canal de Bourgogne, le ruisseau de Nan-sous-Thil, le ruisseau de la Pree sont les principaux cours d'eau parcourant la commune.

### Climat
Pour des articles plus généraux, voir Climat de la Bourgogne-Franche-Comté et Climat de la Côte-d'Or.
En 2010, le climat de la commune est de type climat océanique dégradé des plaines du Centre et du Nord, selon une étude du Centre national de la recherche scientifique s'appuyant sur une série de données couvrant la période 1971-2000. En 2020, Météo-France publie une typologie des climats de la France métropolitaine dans laquelle la commune est exposée à un climat océanique altéré et est dans la région climatique  Lorraine, plateau de Langres, Morvan, caractérisée par un hiver rude (1,5 °C), des vents modérés et des brouillards fréquents en automne et hiver. 
Pour la période 1971-2000, la température annuelle moyenne est de 10,1 °C, avec une amplitude thermique annuelle de 16,3 °C. Le cumul annuel moyen de précipitations est de 866 mm, avec 12,3 jours de précipitations en janvier et 8,2 jours en juillet. Pour la période 1991-2020, la température moyenne annuelle observée sur la station météorologique de Météo-France la plus proche, « Semur En Auxois_sapc », sur la commune de Semur-en-Auxois à 11 km à vol d'oiseau, est de 11,2 °C et le cumul annuel moyen de précipitations est de 778,0 mm,. Pour l'avenir, les paramètres climatiques de la commune estimés pour 2050 selon différents scénarios d'émission de gaz à effet de serre sont consultables sur un site dédié publié par Météo-France en novembre 2022.

## Urbanisme

### Typologie
Au 1er janvier 2024, Braux est catégorisée commune rurale à habitat dispersé, selon la nouvelle grille communale de densité à 7 niveaux définie par l'Insee en 2022.
Elle est située hors unité urbaine. Par ailleurs la commune fait partie de l'aire d'attraction de Semur-en-Auxois, dont elle est une commune de la couronne,. Cette aire, qui regroupe 54 communes, est catégorisée dans les aires de moins de 50 000 habitants,.

### Occupation des sols
L'occupation des sols de la commune, telle qu'elle ressort de la base de données européenne d’occupation biophysique des sols Corine Land Cover (CLC), est marquée par l'importance des territoires agricoles (90 % en 2018), une proportion sensiblement équivalente à celle de 1990 (90,6 %). La répartition détaillée en 2018 est la suivante : terres arables (48,2 %), prairies (41,8 %), forêts (7,2 %), zones urbanisées (2,1 %), mines, décharges et chantiers (0,7 %). L'évolution de l’occupation des sols de la commune et de ses infrastructures peut être observée sur les différentes représentations cartographiques du territoire : la carte de Cassini (XVIIIe siècle), la carte d'état-major (1820-1866) et les cartes ou photos aériennes de l'IGN pour la période actuelle (1950 à aujourd'hui).

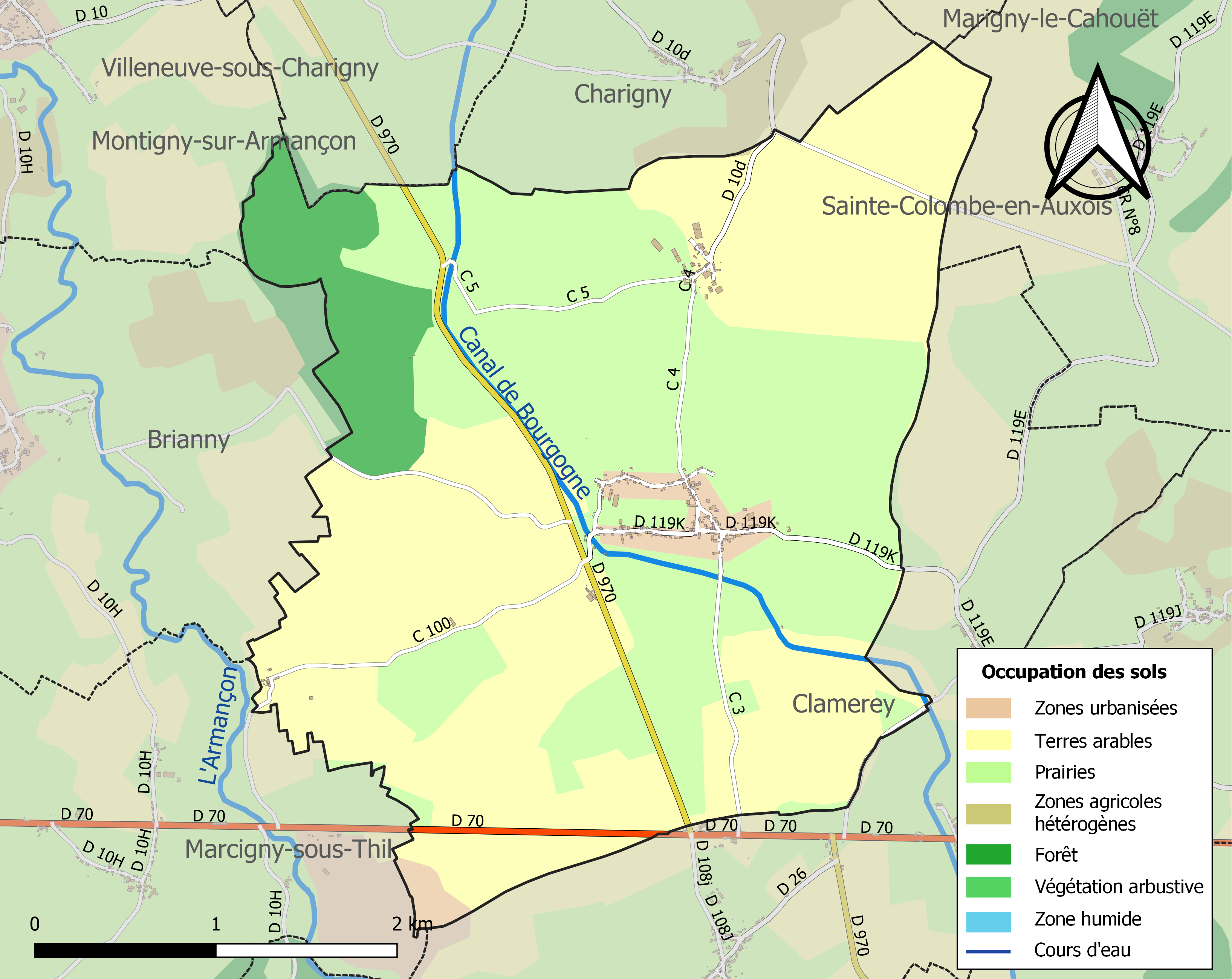
Carte des infrastructures et de l'occupation des sols de la commune en 2018 (CLC).

## Toponymie
Le nom de Braux vient du terme de langue d'oïl bro, qui désigne un marc (de raisin, de bière), mais aussi les boues, et qui est d’origine gauloise.

## Histoire
À l'automne 1957, le film de Yves Robert Ni vu, ni connu est tourné dans l'Auxois (région) et notamment à Braux avec, près du pont sur le canal, la célèbre scène où le personnage de Blaireau (Louis de Funès) y clame régulièrement son numéro de candidat au concours de pêche, à chacune de ses prises après avoir tapé du pied sur le sol.

## Politique et administration
| Période   | Période    | Identité       | Étiquette | Qualité                    |
| --------- | ---------- | -------------- | --------- | -------------------------- |
| mars 2001 | mars 2008  | André Tatara   |           |                            |
| mars 2008 | avril 2014 | Michel Fichot  |           |                            |
| mars 2014 | En cours   | Gérard Etienne |           | Retraité Fonction publique |

## Démographie
L'évolution du nombre d'habitants est connue à travers les recensements de la population effectués dans la commune depuis 1793. Pour les communes de moins de 10 000 habitants, une enquête de recensement portant sur toute la population est réalisée tous les cinq ans, les populations de référence des années intermédiaires étant quant à elles estimées par interpolation ou extrapolation. Pour la commune, le premier recensement exhaustif entrant dans le cadre du nouveau dispositif a été réalisé en 2007.

En 2022, la commune comptait 175 habitants, en évolution de +6,71 % par rapport à 2016 (Côte-d'Or : +0,82 %, France hors Mayotte : +2,11 %).
| 1793 | 1800 | 1806 | 1821 | 1831 | 1836 | 1841 | 1846 | 1851 |
| ---- | ---- | ---- | ---- | ---- | ---- | ---- | ---- | ---- |
| 572  | 365  | 596  | 541  | 541  | 580  | 547  | 529  | 511  |

| 1856 | 1861 | 1866 | 1872 | 1876 | 1881 | 1886 | 1891 | 1896 |
| ---- | ---- | ---- | ---- | ---- | ---- | ---- | ---- | ---- |
| 467  | 473  | 475  | 467  | 445  | 413  | 388  | 377  | 373  |

| 1901 | 1906 | 1911 | 1921 | 1926 | 1931 | 1936 | 1946 | 1954 |
| ---- | ---- | ---- | ---- | ---- | ---- | ---- | ---- | ---- |
| 350  | 373  | 337  | 258  | 262  | 249  | 239  | 234  | 208  |

| 1962 | 1968 | 1975 | 1982 | 1990 | 1999 | 2006 | 2007 | 2012 |
| ---- | ---- | ---- | ---- | ---- | ---- | ---- | ---- | ---- |
| 193  | 170  | 156  | 140  | 146  | 167  | 181  | 183  | 162  |

| 2017 | 2022 | - | - | - | - | - | - | - |
| ---- | ---- | - | - | - | - | - | - | - |
| 168  | 175  | - | - | - | - | - | - | - |

## Économie
- Légumes biologiques, au moulin.

### Lieux et monuments
- Église du XIXe siècle, dite du Sacré Cœur.

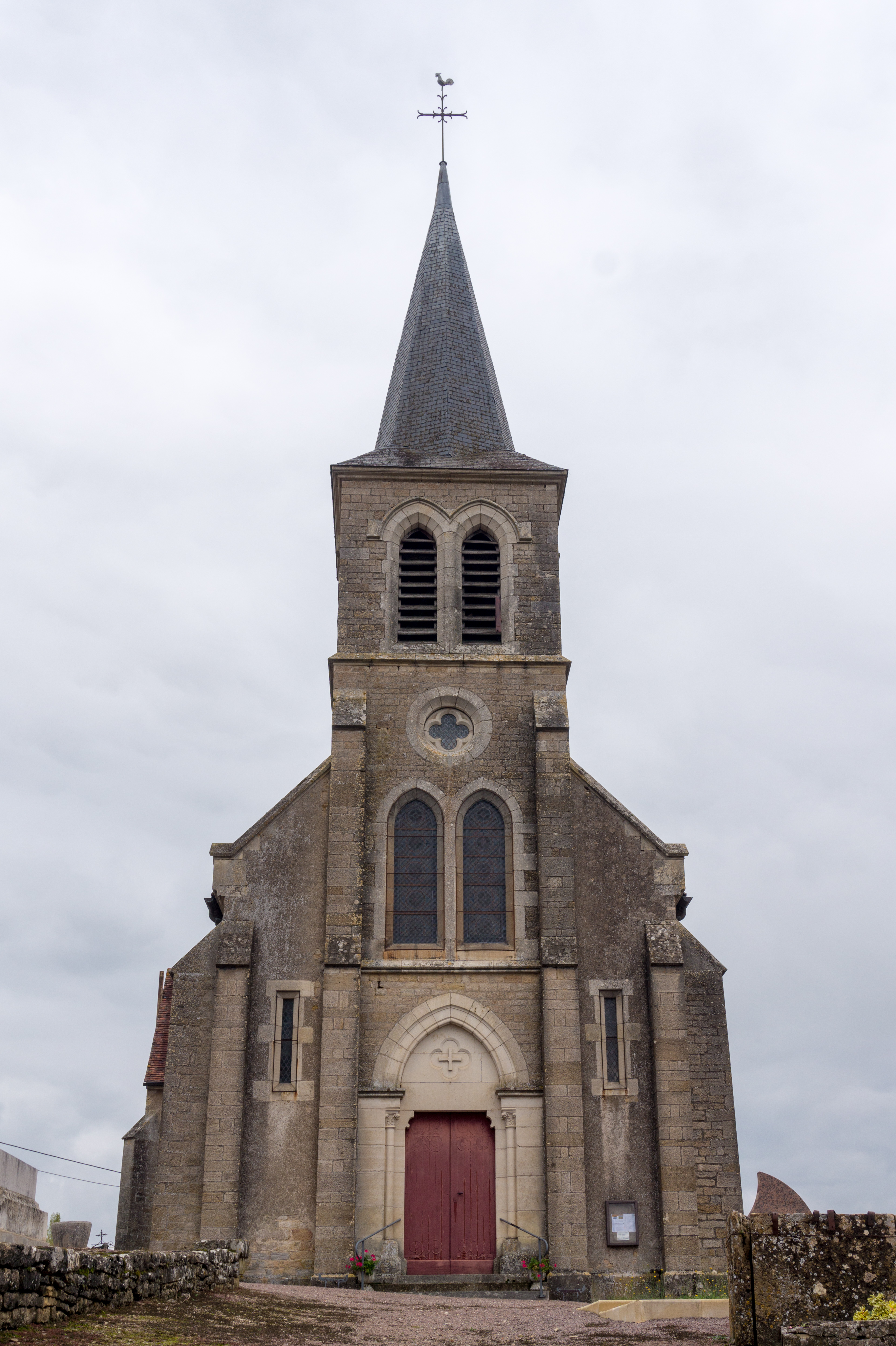
Église du Sacré-Cœur à Braux.

- Nombreuses croix en pierre (celle, située vers la Cure, porte la date de 1823...).
- Site gallo-romain de La Croisée (non visitable).

### Personnalités liées à la commune
- Claude Philippe Bertrand (1755-1792) : astronome et géographe, fut vicaire sur la commune.

### Héraldique
| Blason de Braux | Blason  | D'azur à deux fruits de grenade d'or ouverts de gueules rangés en chef et à une croix ancrée de gueules bordée d'or en pointe. |
| Blason de Braux | Détails | Le statut officiel du blason reste à déterminer.                                                                               |